# جورج ر. باركر
جورج ر. باركر هو سياسي كندي، ولد في 26 أكتوبر 1881 في أستراليا، وتوفي في 16 نوفمبر 1958. حزبياً، نشط في الرابطة التقدمية المحافظة في ألبرتا ‏. وقد انتخب عضو الجمعية التشريعية ألبرتا.